# Mario Fraiss
Mario Fraiss (* 17. Juli 1978 in Graz) ist ein österreichischer Radiomoderator und Journalist. 2002 begann seine Tätigkeit für den österreichischen Radiosender Radio Grün-Weiß, wo er später Chefredakteur und -moderator wurde.
2017 wurde er von der Fachzeitschrift Der österreichische Journalist in der Kategorie Lokaljournalisten zum steirischen Journalisten des Jahres gewählt.
Fraiss ist ledig und wohnt in Leoben.